# 星野壽市
星野 壽市（ほしの じゅいち、1938年5月20日 - ）は、日本の実業家、馬主。
鉄のスクラップ加工、産業廃棄物処理などを手がける三栄商事株式会社代表取締役会長を務める。
星野 寿市とも表記される。

## 経歴
新潟県三条市出身。高校卒業後、群馬県高崎市のスクラップ屋に勤める。一度新潟県に戻ったのち、1964年に26歳で高崎市堰代町に三栄商事を起業した。2020年2月、社長職を長男の佑介に譲り、代表取締役会長となる。
趣味はゴルフ。

## 馬主活動

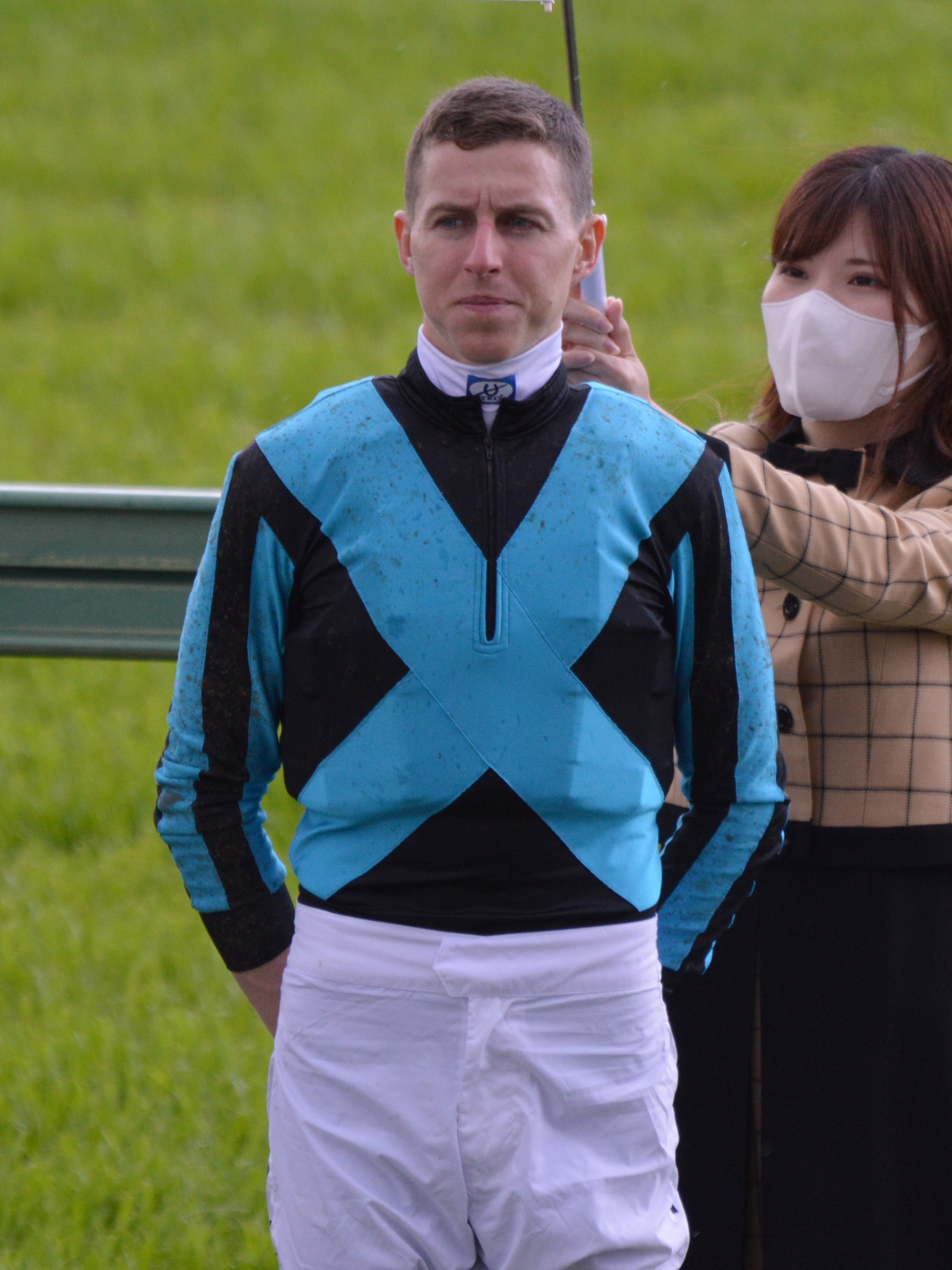
星野の勝負服を着用したD.レーン

日本中央競馬会（JRA）に登録する馬主としても知られる。勝負服の柄は黒、水色十字襷、袖水色縦縞で、冠名は特に用いないが、所有馬に「上毛かるた」のフレーズを使用していることで知られる。
三条市出身ということもあり、三条競馬場には父に連れられよく訪れていたという。その後会社を興し高崎競馬で馬主となっていたが、新しい事業の開始など仕事との兼ね合いから撤退していた。その後、テレビで競馬を見ていた孫が「あの馬が欲しい」と言ったことから馬を購入し、再び馬主となった。
馬選びにあたっては、高崎競馬場の元調教師である一倉昌行の助言をもとに、必ず実馬を見てから購入しているという。

### 来歴
- 1997年 - 4月、JRAの馬主資格取得[1]。
- 2000年 - 12月3日の2歳未勝利戦をブラックジンガーが制し、中央競馬で初勝利[1]。
- 2013年 - 桜花賞をアユサンが制し、重賞初制覇かつGI競走初制覇[4]。

## 主な所有馬

### GI級競走優勝馬
- アユサン（2013年桜花賞）

### 重賞競走優勝馬
- ヤングマンパワー（2015年アーリントンカップ、2016年関屋記念、富士ステークス）
- アサマノイタズラ（2021年セントライト記念）

### 「上毛かるた」由来の所有馬
「上毛かるた」由来の馬名は1世代につき1頭名付けている。
- アサマノイタズラ[6]
  - 「浅間のいたずら 鬼の押し出し」より
- エンギダルマ[7]
  - 「縁起だるまの少林山」より
- ココロノトウダイ
  - 「心の灯台 内村鑑三」より
- テンカノギジン[8]
  - 「天下の義人 茂左衛門」より
- ヘイワノツカイ
  - 「平和の使徒 新島襄」より
- ライトカラカゼ
  - 「雷とからっ風 義理人情」より